# Дом, где учился М. П. Кирпонос
Дом, где учился М. П. Кирпонос или Вертиевский дом школы — памятник истории местного значения в Вертиевке. Сейчас здесь размещается детсад.

## История
Решением исполкома Черниговского областного совета народных депутатов трудящихся от 31.05.1971 № 286 присвоен статус памятник истории местного значения с охранным № 1177 под названием Школа, где учился М. П. Кирпонос (1892-1941 гг.) – Герой Советского Союза, генерал-полковник.

## Описание
Дом был построен в конце 19 века для земской школы. Каменный, одноэтажный, прямоугольный в плане дом, общей площадью 100 м². Состоит из 7 комнат и коридора. На северном фасаде расположена веранда, на южном — веранда во всю ширину дома.
В доме бывшей земской школы учился Михаил Петрович Кирпонос – Герой Советского Союза, генерал-полковник. На фасаде установлена мемориальная доска.
Сейчас в доме размещается детсад (улица Генерала Корчагина, 3).